# جزيرة يوس سودارسو
جزيرة يوس سودارسومباشرة جنوب جزيرة غينيا الجديدة وتتبع مقاطعة بابوا في إندونيسيا. مساحة الجزيرة هي 11742 كم².
من الأسماء الأخرى للجزيرة هي: جزيرة دولاك أو دولوك أو كيمان، وعرفت تاريخياً خلال فترة الاستعمار الهولندي بجزيرة فريدريك هندريك.